# Nationalrat der Slowenen, Kroaten und Serben

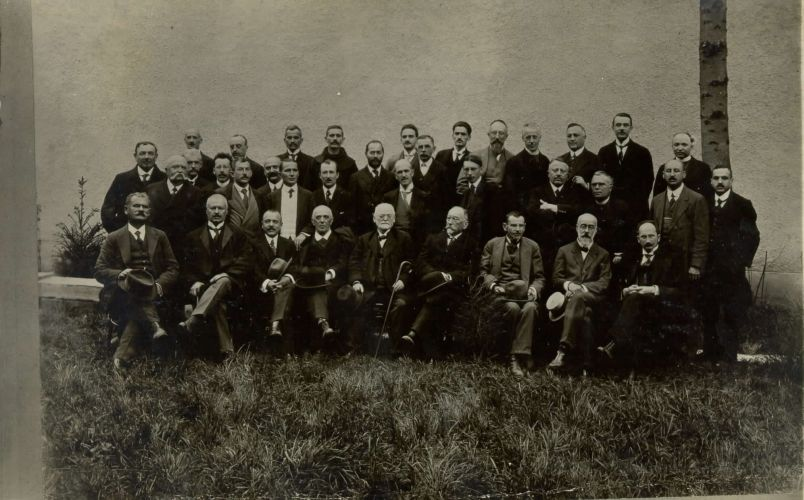
Der SHS-Nationalrat in Zagreb

Der Nationalrat der Slowenen, Kroaten und Serben (serbokroatisch Narodno vijeće Slovenaca, Hrvata i Srba), auch Agramer Nationalrat genannt, sah sich als „politische Vertretung der Slowenen, Kroaten und Serben, die auf dem Gebiete der österreichisch-ungarischen Monarchie leben“ und war eine Art Regierung des kurzlebigen Staates der Slowenen, Kroaten und Serben.

## Geschichte

### Vorbedingungen
Während des Ersten Weltkriegs blieb es in den südslawischen Gebieten Österreich-Ungarns bis Ende 1917 wesentlich ruhig. Lediglich einige mit dem dualistischen System unzufriedene südslawische Politiker hatten im Londoner Exil das Jugoslawische Komitee gegründet, das die Ideologie des Jugoslawismus vertrat.
Nach der Oktoberrevolution nahmen jedoch die Ermüdungserscheinungen an der Front und in der Heimat zu und es bildeten sich Gruppen aus Deserteuren (sogenannte Grüne Kader) in Slawonien, Syrmien, Bosnien und Teilen Kroatiens.
1918 formierten sich in den Provinzhauptstädten Österreich-Ungarns sogenannte Nationalräte, so im August 1918 ein Nationalrat in Ljubljana als provisorische Regierung und Ende September gründete sich auch in Bosnien und Herzegowina ein solcher Nationalrat.

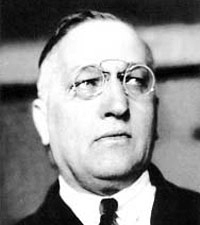
Anton Korošec

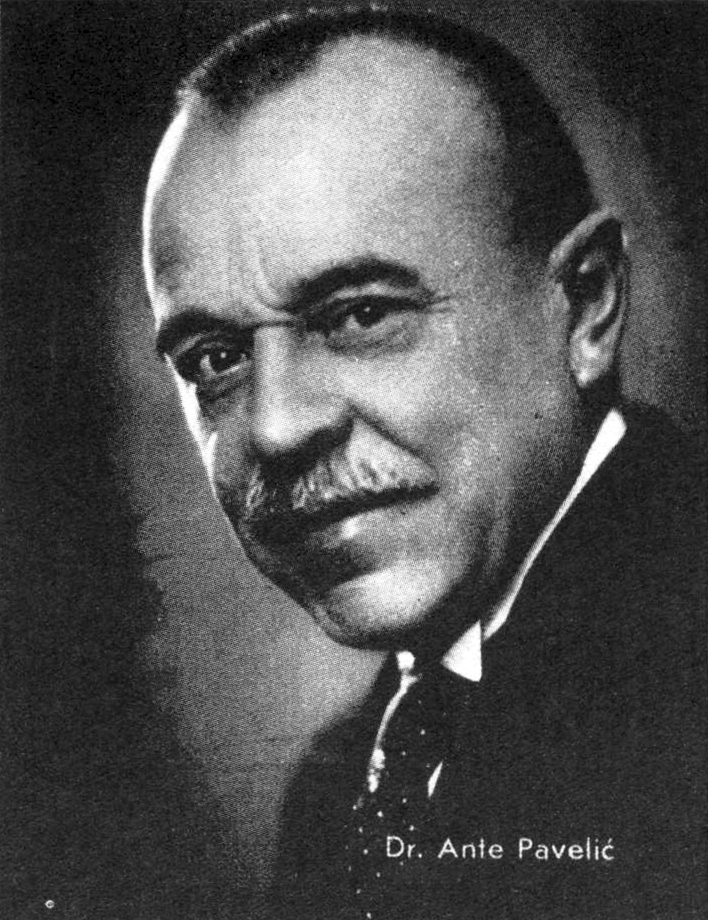
Ante Pavelić sr.

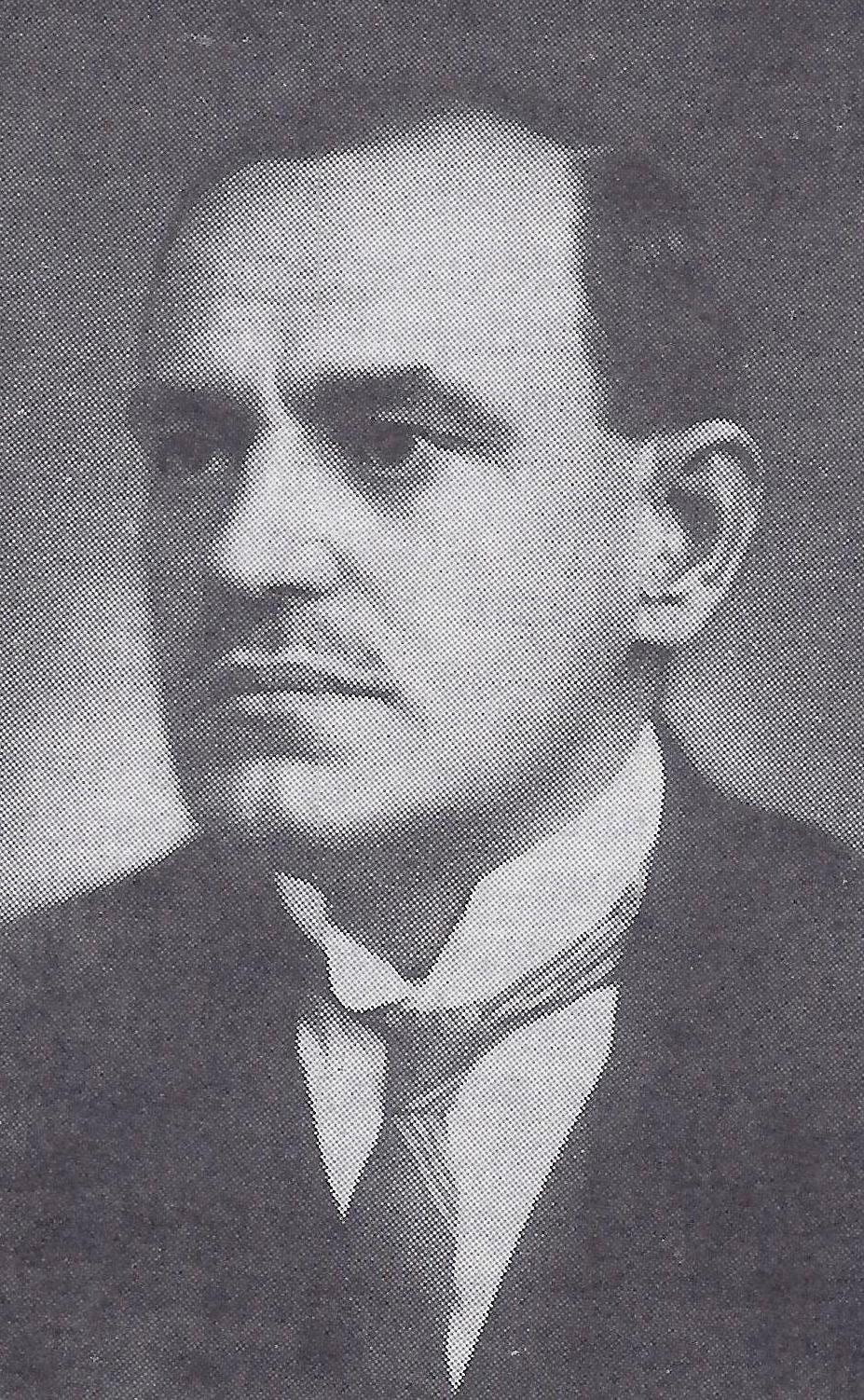
Svetozar Pribićević

### Gründung des Rates und des Staates
In Zagreb (deutsch Agram) konstituierte sich am 5. und 6. Oktober 1918 der Nationalrat der Slowenen, Kroaten und Serben aus 73 südslawischen Reichsrats-, Reichstags- und Landtagsabgeordneten. Der Nationalrat wurde von Anton Korošec (Slowene) als Präsident geleitet, zu Vizepräsidenten wurden Ante Pavelić sr. (Kroate, nicht zu verwechseln mit dem gleichnamigen Ustascha-Führer) und Svetozar Pribičević (Serbe) ernannt. Am 8. Oktober 1918 erhob der Nationalrat die Vereinigung aller Südslawen der Habsburgermonarchie in einem „freien und unabhängigen Staat“ zu seinem Programm.
Seit dem 19. September existierte in Klagenfurt bereits ein Slowenischer Nationalrat für Kärnten (slowenisch: Narodni svet za Slovensko Koroško) als Sektion des Laibacher Nationalrates. Aufgrund dessen Forderung gab der Slowenische Nationalrat in Laibach am 17. Oktober 1918 eine Proklamation heraus, in der er Gebiete in Kärnten als Bestandteil des zu gründenden südslawischen Staates erklärte. Die anfängliche Forderung auf das komplette ungeteilte Gebiet von Kärnten war jedoch taktisch motiviert und wurde nur kurze Zeit später auf die slowenischsprachigen Gebiete reduziert. Dem gegenüber proklamierte im November 1918 der neugegründete Kärntner Landtag den Anschluss des ehemaligen Herzogtums Kärnten als Land Kärnten an Österreich.
Am 29. Oktober 1918 löste der noch vor dem Krieg auf Basis eines hohen Wahlzensus gewählte kroatische Sabor auf seiner letzten Sitzung die staatsrechtlichen Beziehungen zum Königreich Ungarn sowie zu Österreich, übertrug die oberste vollziehende Gewalt auf den Nationalrat und rief den Staat der Slowenen, Kroaten und Serben (nicht zu verwechseln mit dem Staat der Serben, Kroaten und Slowenen, dem späteren Jugoslawien) aus. Der Nationalrat übernahm den Oberbefehl über die kroatischen Truppen und rief diese von der Front ab. Am 31. Oktober 1918 beschloss der slowenische Nationalrat den Beitritt Sloweniens zu dem neuen Staat. In Bosnien und Herzegowina legte der österreichische Landeschef Stephan Sarkotić von Lovćen am 1. November 1918 sein Amt nieder. Der Nationalrat erstreckte seine Souveränität auch auf dieses Gebiet und ernannte eine neue bosnisch-herzegowinische Regierung. Dem sogenannten SHS-Staat fehlte es jedoch an Macht, demokratischer Legitimation und internationaler Anerkennung.

### Politische Strömungen
Innerhalb des Nationalrates setzten sich die Slowenische Volkspartei unter Anton Korošec und die Kroatische Bauernpartei unter Stjepan Radić für eine republikanische Staatsform und den Föderalismus ein. Dagegen strebte die einflussreiche Kroatisch-Serbische Koalition unter Svetozar Pribičević eine Monarchie unter der serbischen Dynastie Karađorđević und den Zentralismus an.

### Ende
Der Nationalrat befand sich unter starkem innen- und außenpolitischen Druck. Im Inneren aufgrund der Kriegserschöpfung, der Unruhe der landhungrigen Bauern und der Deserteure. Von Außen vor allem seitens des Königreichs Italien, welches begann Gebiete in Istrien (außer Fiume, dem heutigen Rijeka) und das nördliche und mittlere Dalmatien mit den vorgelagerten Inseln zu besetzen, die ihm mit dem Londoner Vertrag (1915) von den Ententemächten zugesprochenen  worden waren.
Am 24. November 1918 beschloss der Zentralausschuss des Nationalrats, eine Delegation nach Belgrad zu entsenden um die unverzügliche Vereinigung mit dem Königreich Serbien zu verhandeln. Nur Stjepan Radić stimmte gegen diesen Beschluss und lehnte seine Teilnahme an der Delegation ab. In seiner Rede vor dem Nationalrat sagte Radić:

„Wenn ich dennoch das Wort ergreife, so geschieht es im Bewusstsein, hierdurch einer Pflicht nachzukommen und von dem mir zustehenden Recht Gebrauch zu machen, dann aber auch deshalb, um an euer Gewissen zu rühren, damit ihr später nicht die Ausrede gebrauchen könnt, es hätte euch niemand den Abgrund gezeigt, in den ihr unser ganzes Volk und besonders das kroatische Volk, zu stürzen im Begriffe seid. […] Euer ganzes Vorgehen hier im Nationalrat ist weder demokratisch, noch verfassungsmäßig, noch gerecht. Es ist auch nicht klug. […] Ihr meine Herren, kümmert euch nicht im Geringsten darum, dass unser Bauer im Allgemeinen, und besonders der kroatische Bauer, von König und Kaiser, und von dem ihm gewaltsam aufgezwungenen neuen Staat nichts hören und wissen will. Unser Bauer besitzt die nötige Reife, um zu wissen, das Staat und Vaterland in Gerechtigkeit und Freiheit, in Wohlstand und Kultur bestehen. Wenn ihr diesen Bauern bereits heute durch Gendarmen prügeln lasst, wenn ihr ihn mit Gewalt zwingt, dass er euch Gefolgschaft leiste, dass er euch angeblich gegen die Italiener beschützen solle – dann sagt oder denkt er sich, dass ihr euch in gar nichts unterscheidet von seinen früheren ungarischen und deutschen Unterdrückern […] Vielleicht könnt ihr die Slowenen gewinnen, ich weiss es nicht; vielleicht könnt ihr vorübergehend auch die Serben gewinnen. Ich weiss aber bestimmt, dass ihr die Kroaten dafür nicht gewinnen werdet. Und zwar deshalb nicht, weil das ganze kroatische Bauernvolk gegen euren Zentralismus ist, wie gegen den Militarismus, und ebenso für die Republik, wie für die nationale Verständigung mit den Serben. […] Die heutige Sitzung beweist am augenfälligsten, dass ihr die Verfassungsmäßigkeit vollkommen ignoriert, dass Ihr nicht einmal nur einigermaßen den äußeren Schein wahrt […] so habt ihr auch nicht den ganzen Nationalrat einberufen, sondern nur diesen Ausschuss. Ihr wisst ganz gut, dass aber nicht einmal der volle Nationalrat das Volk repräsentiert, weil er nicht vom Volke gewählt worden ist […] Das habt ihr deshalb nicht getan, weil ihr wisst, dass eure Handlungsweise unrichtig ist und das man das sogleich merken würde, wenn die Verhandlung öffentlich und vor einem größeren Kreise abgehalten werden würde. Wie groß ist aber erst die Verfassungswidrigkeit, die Ihr durch die Umgehung unseres kroatischen staatlichen Sabors begeht! […] Ihr werdet nach Belgrad gehen und ihr werdet dort ohne das kroatische Volk und gegen den Willen dieses Volkes den einheitlichen Staat proklamieren … und vielleicht werdet ihr auch ohne Gesetze, nur durch Willkür und auf Gewalt gestützt, regieren. Das Volk wird daraus ersehen, dass ihr nicht zu ihm gehört und es wird nicht mehr für euch sein. Wohin ihr es auch rufen werdet, es wird euch die Gefolgschaft verweigern. […] Die ganze Welt anerkennt das Selbstbestimmungsrecht der Völker. Unsere Befreiung haben wir nur diesem Rechte zu verdanken. […] Dieses Recht gebührt aber allen unseren drei Völkern und besonders uns Kroaten in Kroatien, auch hinsichtlich der Errichtung und Einrichtung unseres gemeinsamen Staates. Wir sind drei Brüder – der Kroate, der Slowene und der Serbe; aber wir sind nicht eins. […] Glaubt ihr es nicht, dann möge euch Gott die Zeit erleben lassen – es wird nicht allzu lange dauern – wo das kroatische Volk in seinem Menschlichkeitsgefühl euch alle just im Moment hinwegfegen wird, da ihr glauben werdet, dass dieses Volk, dem ihr euch auf den Nacken gesetzt habt, sich mit seinem Schicksal abgefunden habe. Es lebe die Republik! Es lebe Kroatien!“

Als Ergebnis der Verhandlungen verkündete am 1. Dezember 1918 Prinzregent Alexander Karađorđević feierlich die Vereinigung des SHS-Staates mit dem Königreich Serbien und dem Königreich Montenegro zum Königreich der Serben, Kroaten und Slowenen (SHS-Königreich oder heute „Erstes Jugoslawien“).